# Platyrrhinus dorsalis
Platyrrhinus dorsalis> är en fladdermusart som först beskrevs av Thomas 1900.  Platyrrhinus dorsalis ingår i släktet Platyrrhinus och familjen bladnäsor. Inga underarter finns listade i Catalogue of Life.
Denna fladdermus når en kroppslängd av 66 till 86 mm, saknat svans och väger 18 till 40 g. Underarmarna är 46 till 50 mm långa och öronen är 18 till 25 mm stora. Pälsen på ovansidan är mörkbrun och undersidans päls har en gråbrun färg. På ryggens mitt finns en längsgående vit strimma. Djuret har ljusbruna strimmor i ansiktet ovanför och nedanför varje öga.
Arten förekommer i norra Sydamerika i Colombia, Ecuador och Venezuela samt i södra Panama. Den lever i kulliga områden och i bergstrakter mellan 230 och 2000 meter över havet. Habitatet utgörs av tropiska städsegröna skogar.
Individerna vildar under stora palmblad eller i den täta växtligheten. De äter främst frukter.
Skogsröjningar påverkar beståndet i viss mån. Hela populationen anses vara stor. IUCN kategoriserar arten globalt som livskraftig.